# Molly of Denali
Molly of Denali là một bộ phim hoạt hình truyền hình Mỹ-Canada được tạo và sản xuất bởi Atomic Cartoons và WGBH Kids cho PBS Kids và CBC Television. Nó được công chiếu vào ngày 15 tháng 7 năm 2019.

## Nội dung
Bộ phim kể về Molly, 10 tuổi, một cô bé thổ dân Alaska đến từ ngôi làng hư cấu Qyah, và gia đình, bạn bè Tooey và Trini, chú chó Suki của cô và những cư dân khác. Gia đình cô điều hành Bưu điện giao dịch Denali.

## Diễn viên
- Sovereign Bill vai Molly Mabray
- Sequoia Janvier vai Tooey Ookami
- Vienna Leacock vai Trini Mumford
- Jules Arita Koostachin vai Layla Mabray
- Ronnie Dean Harris vai Walter Mabray
- Lorne Cardinal vai Grandpa Nat
- Adeline Potts vai Auntie Midge
- Ellen Kennedy vai Singing Moose, Video Voice, Connie
- Luc Roderique vai Daniel, Announcer, Cowboy on TV
- Michelle Thrush vai Shyahtsoo, Aunt Merna
- Shawn Youngchief vai Mr. Patak, Maurice, Finnegan Guy, Olin Benedict
- Katrina Salisbury vai Nina
- Rhonda Rees vai Barb
- Pamela Jones vai Sadie Albert
- Nyla Carpentier vai Atsaq
- Taran Kootenhayoo vai Randall
- Pawaken Koostachin-Chakasim vai Oscar
- Cynthia De Pando vai Lucia
- Damon Sky Taylor vai Ben
- Hyuma Frankowski vai Kenji
- Tai Grauman vai Mrs. Marsh
- Anna Dickey vai Vera
- Brendan Sunderland vai Jake
- Clay St. Thomas vai Travis, and Mr. Rowley
- Rebecca Shoichet vai Dr. Antigone

## TV
- PBS Kids (2019-present)
- CBC Kids (2019-present)
- Disney Channel (2020-present)